# Clodoaldo da Fonseca
Clodoaldo da Fonseca (Rio de Janeiro, 12 de março de 1860 — Rio de Janeiro, 24 de março de 1936) foi um militar e político brasileiro.

## Biografia
Filho de Pedro Paulino da Fonseca e de Francisca Catarina Francioni.
Sobrinho de Deodoro da Fonseca,[carece de fontes?] e criado por este como filho, formou-se na Escola Militar de Porto Alegre, em 1888. Era primo de Hermes da Fonseca, presidente do Brasil entre 1910 e 1914.
Lançado por opositores da oligarquia dominante dos Malta ao Governo do Estado de Alagoas, governou entre 12 de junho de 1912 e 12 de junho de 1915. Na época, ocupando o posto de coronel, além de pacificar a política estadual, dedicou-se à administração através de iniciativas como a criação do Diário Oficial do estado e a reorganização da segurança pública, quando instituiu, em 1912, a Guarda Civil.
Comandou até 1921 a Região Militar do estado do Pará. Em 5 de julho de 1922, era general comandante da 1ª Circunscrição Militar do Mato Grosso, e apoiou o levante tenentista dos 18 do Forte de Copacabana, que foi sufocado pelo governo de Epitácio Pessoa.
Em decorrência, foi recolhido à prisão, sendo libertado seis meses depois por força do habeas corpus nº 8 826, decretado pelo Ministro Viveiros de Castro, do Supremo Tribunal Federal, sendo os seus patronos os advogados Esmeraldino Olímpio Torres Bandeira e Evaristo de Moraes (Revista do STF, vol. LVIII/21-22).